# Audrey Grace Marshall
Audrey Grace Marshall, född den 3 november 2008, är en amerikansk skådespelerska.
Marshall har bland annat medverkat i filmen The Last Summer där hon spelade Lilah. I TV-serien The Flight Attendant spelade hon karaktären Cassie, som ung och i TV-serien Electric Bloom spelade hon Janine, en av huvudrollerna.

## Filmografi (i urval)
- 2019 – The Last Summer
- 2020–2022 – The Flight Attendant (TV-serie)
- 2025 – Electric Bloom (TV-serie)